# Ailora (Foho-Ai-Lico)
Ailora ist eine osttimoresische Aldeia im Suco Foho-Ai-Lico (Verwaltungsamt Hato-Udo, Gemeinde Ainaro). 2015 lebten in der Aldeia 913 Menschen.

## Geographie und Einrichtungen
Die Aldeia Ailora liegt im Norden von Foho-Ai-Lico. Östlich befindet sich die Aldeia Baha, südlich die Aldeia Ainaro-Quic und westlich die Aldeia Lesso. Im Norden grenzt Ailora an den Suco Dai-Sua (Verwaltungsamt Same, Gemeinde Manufahi). Entlang der Nordgrenze fließt der Aiasa, ein Nebenfluss des Caraulun.
Durch den Süden führt die südliche Küstenstraße Osttimors, die hier etwas weiter landeinwärts verläuft. An ihr liegt das Dorf Ailora und die kleineren Maulico und Boramba. Eine Straße führt nach Süden durch das Dorf Bekumu. Nördlich der Küstenstraße befindet sich eine Reihe von einzelnstehenden Häusern.
Im Dorf Ailora stehen die Sekundarschule (SMA) Hato-Udo und ein Hospital.

## Politik
2023 wurde Sezario S. Gonzaga zum Chefe de Aldeia gewählt.